# Sint-Petrus-en-Pauluskerk (Würzburg)
De Sint-Petrus-en-Pauluskerk (Duits: St. Peter und Paul) is een katholieke parochiekerk in het historische centrum van de Beierse stad Würzburg. De kerk is gelegen aan het Peterplatz.

## Geschiedenis
De eerste Petrus-en-Pauluskerk werd in de romaanse tijd als parochiekerk van de zuidelijke binnenstad gebouwd. De kerk werd in de late middeleeuwen vervangen door gotische nieuwbouw. In de jaren 1717-1720 ontstond naar het ontwerp van Joseph Greissing de barokke nieuwbouw, waarbij de romaanse torens en het gotische koor werden geïntegreerd in de nieuwbouw.
Na de zware verwoestingen van de kerk op 16 maart 1945 werd het godshuis van buiten geheel in de vooroorlogse staat terug gebracht. Van binnen werd het gebouw gedeeltelijk gereconstrueerd met minder stucwerk dan voorheen en deels aangevuld met interieurstukken van andere herkomst.

## Architectuur en interieur
De H.H. Petrus en Pauluskerk betreft een basilicale bouw met galerijen. Het gotische koor heeft barokke aanpassingen (o.a. door het inbrengen van ronde ramen). De romaanse torens kwamen bij de nieuwbouw in het kerkgebouw zelf, achter de nieuw opgetrokken gevel, te staan. De drie verdiepingen tellende voorgevel is geïnspireerd op de Romeinse barok, maar verraad ook nog invloeden van de renaissance. Aan de gevel bevinden zich talrijke beelden van heiligen uit het atelier van Johann Thomas Wagner.
Van het interieur uit de 18e eeuw zijn delen van het stucwerk, twee altaarschilderijen van Anton Clemens von Lüneschloß en de rococo-kansel van Johann Wolfgang von der Auvera bewaard gebleven. Het Sint-Aquilinus-altaar in de voorste noordelijke zijkapel bevat een beeld en een relikwie van deze in Würzburg geboren heilige. De classicistische altaren werden in 1974 uit de parochiekerk van Himmelstadt overgenomen.

## Afbeeldingen

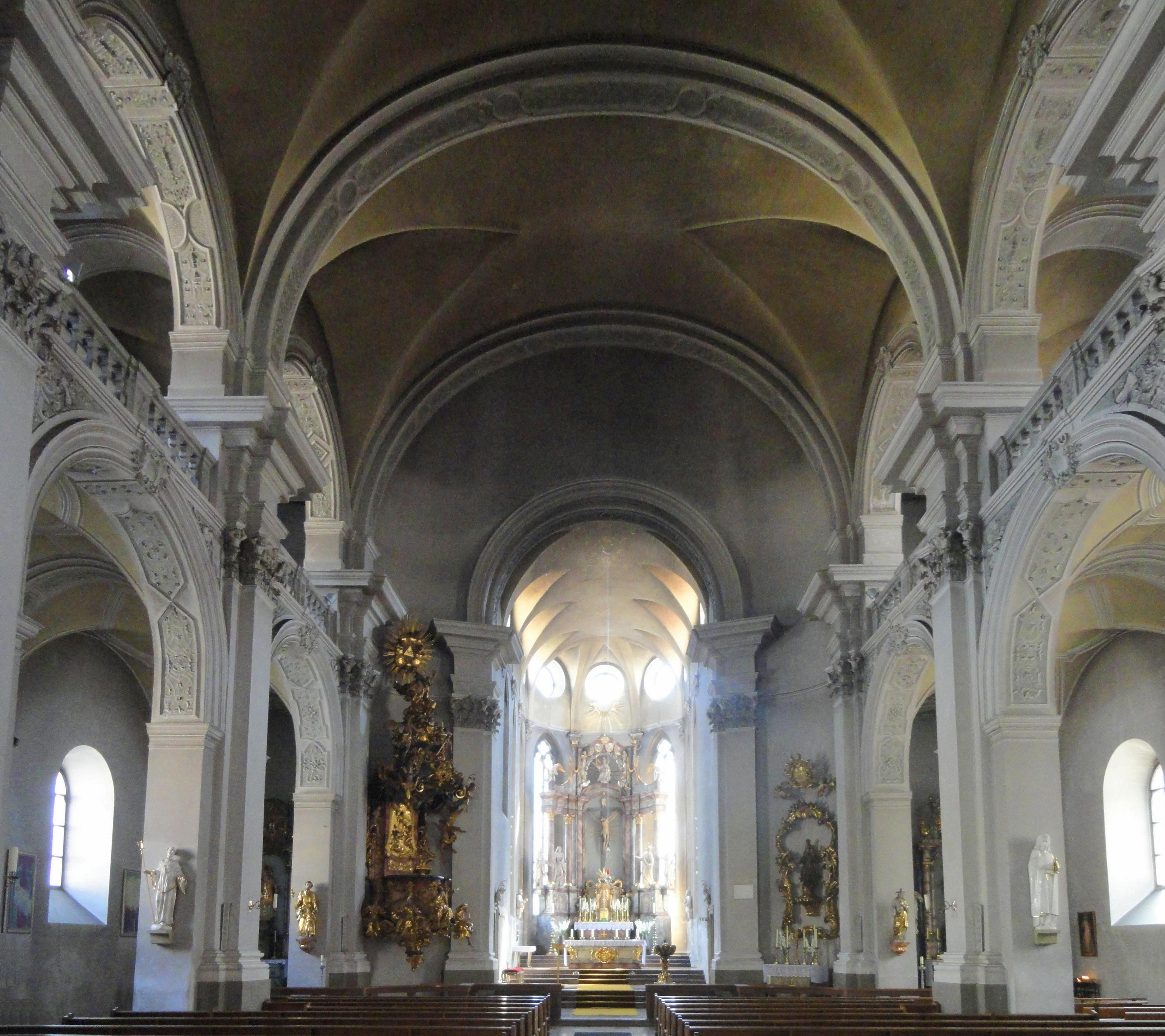
Interieur
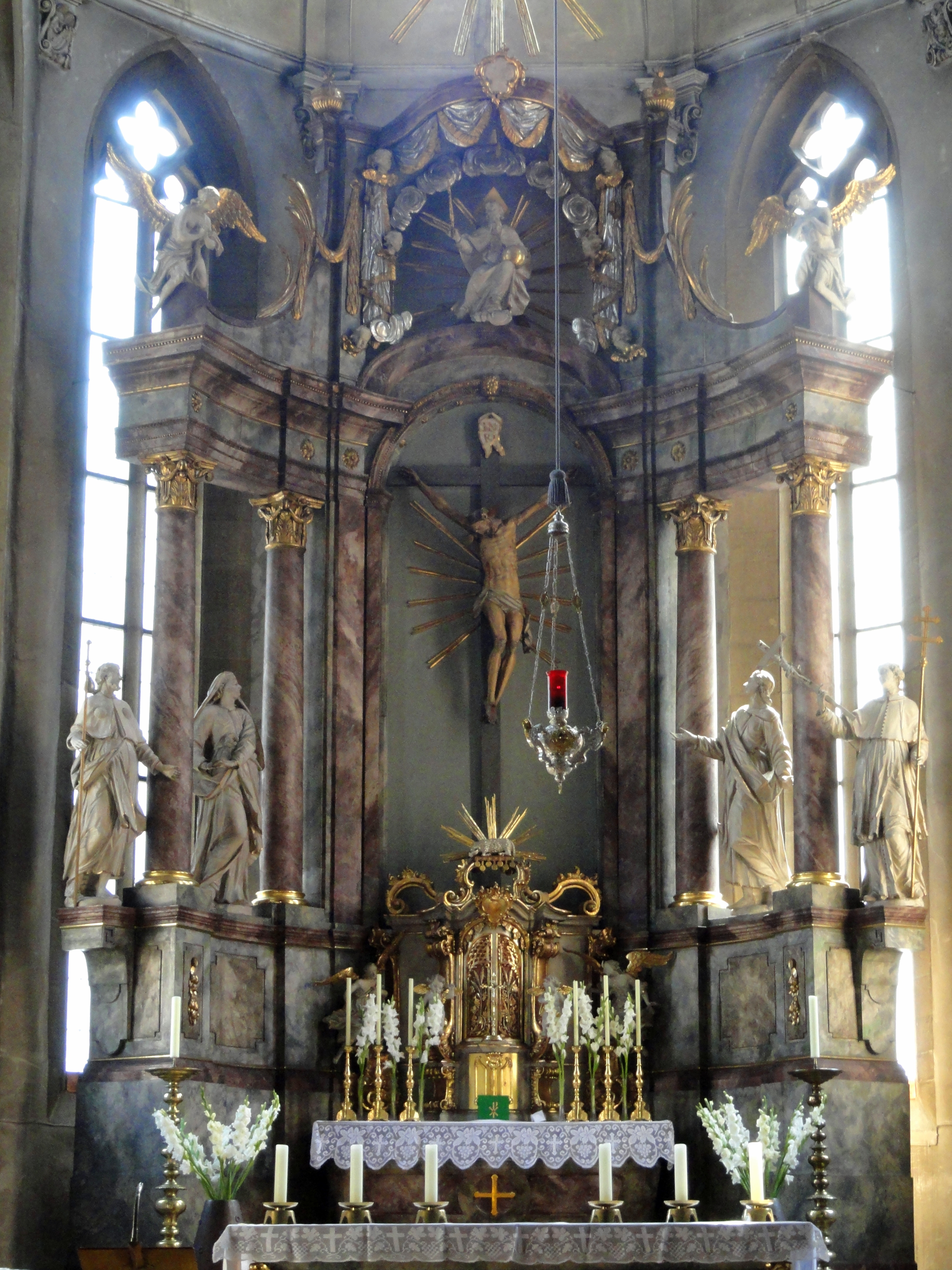
Hoogaltaar
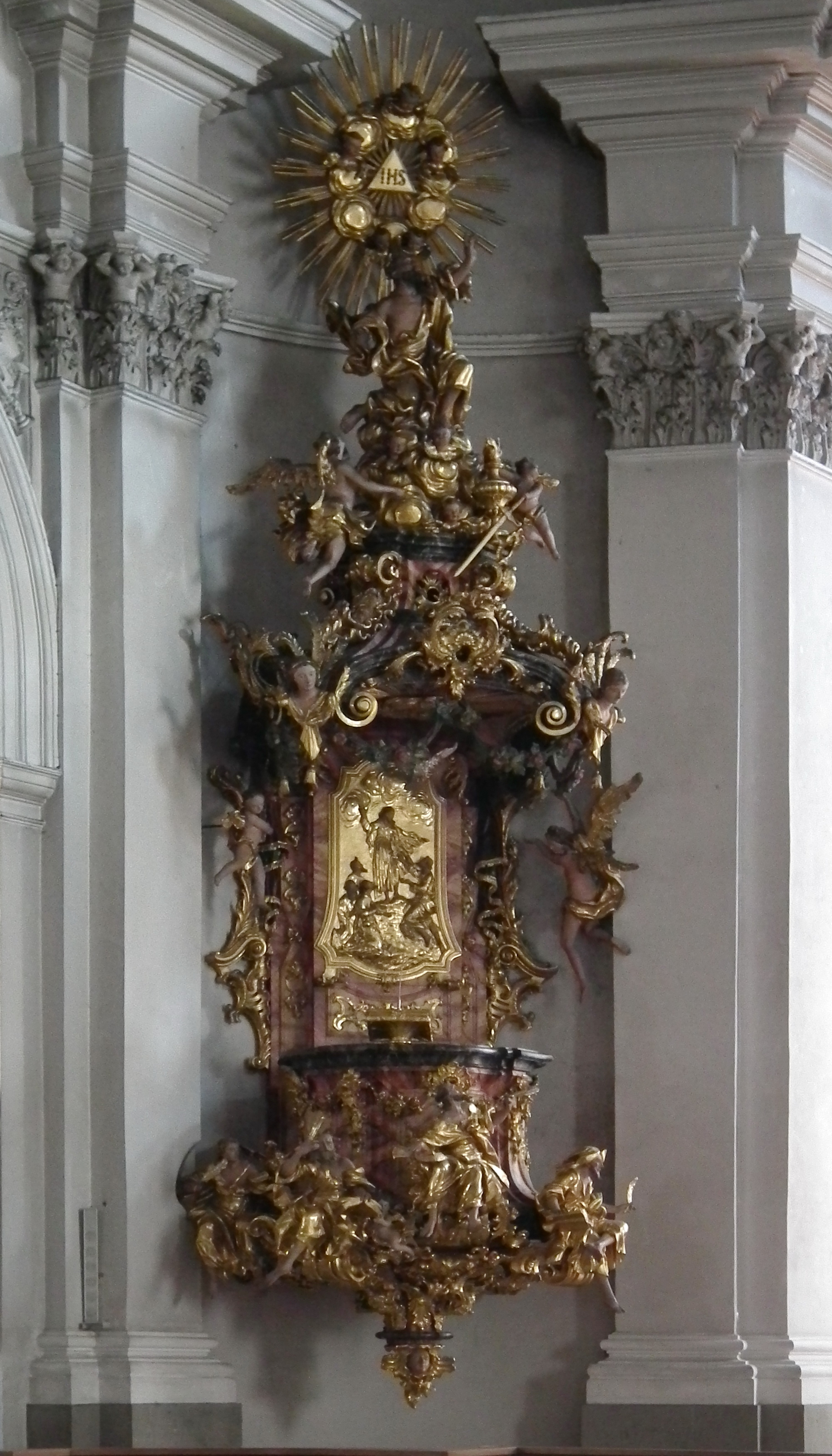
Preekstoel